# Pravila ritorului Lucaci
Pravila ritorului Lucaci este cel mai vechi manuscris juridic păstrat din Țara Moldovei care s-a scris în limba română. Acestă pravilă a fost întocmită de Ritorul  Lucaci la cererea  episcopului de Roman, Eustatie.  Manuscrisul Pravilei se află la Biblioteca Academiei Române din anul 1952. Din descrierea Pravilei, aceste text a fost scris de ritorul Lucaci. După unii cercetători, Lucaci era originar din s. Costești, din Lunca Prutului, acolo unde Ciuhurul se varsă în Prut. El și-a făcut studiile în Polonia. Că era un cărturar și un învățat ne putem da seama dupa funcțiile pe care le deținea (ritor-profesor de retorică și sholastic- om savant), dar și din Studiul Pravilei. Lucaci a activat ca profesor la școala Mănăstirii Putna în jurul anilor 1580, în timpul domniei lui Petru Schiopul.
Pravila cuprinde trei părți: a. text slavon(cea mai mare parte), b. text slavon cu traducere românească (134 pagini) c. exclusiv text româneasc (10 pagini). Textul în română al pravilei conține penitențe pentru: omucideri, furt, falsificarea băuturilor, mărturie mincinoasă, incest, adulter, recăsătorii precum si măsuri de igienă, de sănătate, diferite sfaturi și îndrumări. În partea a doua a Pravilei se dau sfaturi cu privire la  comportarea clerului, în special pentru îndeplinirea serviciului divin. Conform cercetărilor lui I. Rizescu despre raportul dintre textul românesc și cel slavon, sunt identificate următoarele situații: 1. Textul românesc, deși apropiat de cel slavon, are unele cuvinte în plus față de cel din urmă, 2. Textul românesc dezvoltă mult pe cel slavon. Traducerea românească a fost în mare parte alăturată textului slavon, dobîndind o structură liniară. Ritorul Lucaci nu doar a copiat și a alăturat niște fragmente ci a intervenit cu contribuții proprii în textul slavon și în cel românesc. Aceste intervenții ale sale demonstrează ca ritorul era un bun cunoscător al limbii slavone și că el a avut intenția de a îmbunătăți traducerea românească. Sunt semnalate asemănări de text dintre pravilă și alte texte juridice românești(cu Pravila lui Eustratie-1632, Pravila de la Govora-1640-1641, Îndreptarea legii- 1654). Aceste asemănări se datorează în special folosirii unor izvoare comune. Pentru întocmirea Pravilei, Lucaci a folosit în calitate de izvoare Nomocanonul slav prescurtat, Pravila de ispravă- versiunea românească a Nomocanonului, precum și alte pravile în limba slavă. Pe baza lor Lucaci a întocmit o noua pravilă.
Pravila ritorului Lucaci este o prelucrare nu doar o traducere,  autorul redînd textul într-o limbă mai clară care se apropie mult de limba română de azi. Ea este o adaptare la necesitățile morale, canonice și juridice ale poporului român. Inițiativa lui Lucaci de a îmbogăți textul slav cu numeroase completări și felul în care a scris îl situiază printre fruntașii culturii românești din a doua jumătate a sec. al XVI-lea.  Pravila este de o importanță deosebită pentru lingviști, filologi, cît și pentru istoricii literari și juriști deoarece este cel mai vechi manuscris juridic din Țara Moldovei în care s-a scris în limba română, alcătuit cu 60 de ani înainte de scrierile lui Varlaam.